# 오가닉티코스메틱
오가닉티코스메틱(Organic Tea Cosmetics Holdings Co. Ltd.)는 한국에 상장된 홍콩의 기업이다.  영아용, 임산부용 화장품 등을 제조한다

## 역사
2009년 설립된 푸젠해약업의 지주사로, 해외 상장 을 위해 2012년에 홍콩에 설립되었고, 2016년 11월 한국 증시에 상장하였다

## 참고문헌
1. ↑  이상헌, 하이투자증권 기업분석 오가닉티코스메틱, 2018/09/17
2. ↑  오가닉티코스메틱 Investor Relations 2019
3. ↑  박종선, 유진투자증권 기업분석-오가닉티코스메틱, 2018.04.18
4. ↑  오린아 이베스트투자증권-오가닉티코스메틱, 2017년 4월 6일